# Au Nègre joyeux
Pour les articles homonymes, voir Nègre (homonymie).
Au Nègre joyeux est un ancien magasin de cafés de Paris, situé place de la Contrescarpe, dans le 5e arrondissement de Paris. Son enseigne, retirée au printemps 2018, n'a pas été remise en place car la mairie de Paris, qui en est propriétaire depuis 1988, a jugé son titre et son iconographie racistes et colonialistes. Elle est aujourd'hui exposée au musée Carnavalet.

## Description

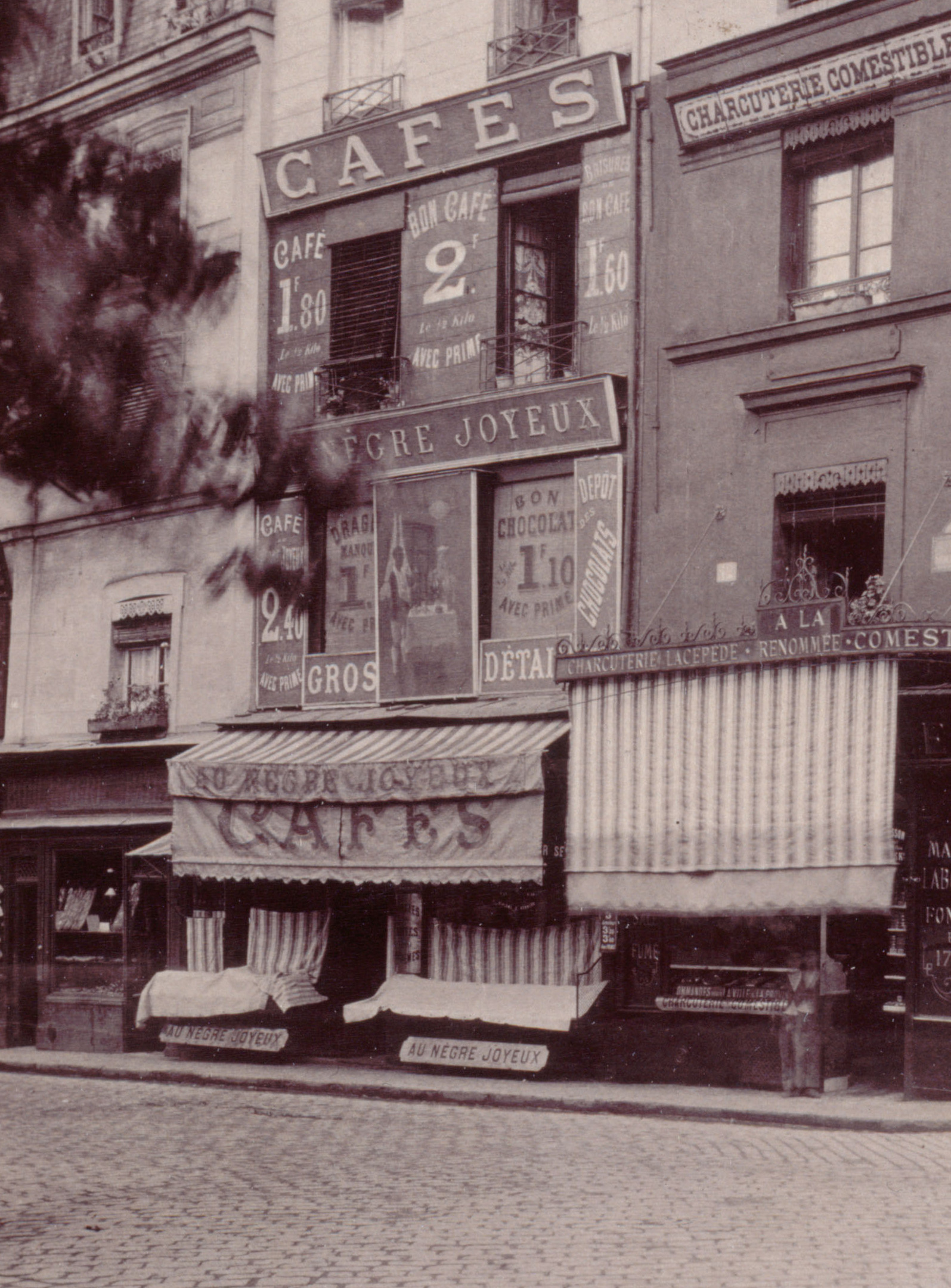
Eugène Atget, l'épicerie Au nègre joyeux en 1908 (détail) (musée Carnavalet).

L'ancien magasin de cafés (et non une chocolaterie), aussi vendeur de chocolats, dragées, boîtes pour baptêmes, poivre, pâtes et tapioca, est situé 14 rue Mouffetard, sur le côté ouest de la place de la Contrescarpe, près de l'angle avec la rue Blainville. L'enseigne en est le seul élément subsistant. Elle comporte aujourd'hui deux éléments : un panneau de bois portant le nom du commerce et un tableau peint à l'huile sur toile (172 × 142 cm). Un troisième élément de bois installé au-dessus des fenêtres du deuxième étage a aujourd'hui disparu, mais est encore visible sur une photographie historique prise par Eugène Atget en 1908, montrant l'ensemble du dispositif publicitaire installé sur la façade. La devanture ainsi que l'étal du marchand sont aussi visibles sur un dessin d'Ilka Kolsky réalisé dans les années 1930.
Installé entre les deux fenêtres du premier étage, le tableau dépeint un homme noir et une femme blanche. La scène a été enregistrée en 1897 comme « marque » par le fondateur du magasin de café, Gaston Lenglet. L'enseigne a été peinte la même année.
Sa signification a longtemps prêté à débat : en 2008, l'image est interprétée par Dana S. Hale, professeur d'histoire contemporaine à Howard University, comme une représentation d'une « femme servie par une miniature de domestique noir », s'inscrivant dans la continuité d'une imagerie esclavagiste. En 2018, une recherche commandée par le musée Carnavalet et confiée à l'historien Mathieu Couchet, conclue à une iconographie différente,, : l'homme noir souriant, habillé en gentilhomme du XVIIIe siècle à la mode des Noirs libres des Antilles, serviette autour du cou, venant de se lever pour porter un toast en levant une carafe, est servi par une servante blanche portant la tenue habituelle des domestiques des maisons bourgeoises au XIXe siècle, tablier attaché par une épingle et coiffe de dentelle blanche, et lui apportant un plateau avec sucrier et cafetière en argent accompagnés de gâteaux.
Cette inversion des rôles, caractéristique de l'imagerie parodique, relaie la vision stéréotypée de l'homme noir comme emblème publicitaire pour le commerce de produits exotiques importés des colonies (café, chicorée, chocolat). L'image publicitaire de l'homme noir souriant, plus tard exploitée dans le personnage de l'ami Y'a bon, peut être rapprochée d'une réflexion de Bernard Wolfe citée par Frantz Fanon dans Peau noire, masques blancs : « Nous nous plaisons à représenter le Noir souriant de toutes ses dents à notre adresse ».
Au-dessus du tableau, entre les premier et deuxième étages de l'immeuble, un panneau de bois porte le nom du magasin : « Au Nègre joyeux », et au-dessus était indiqué, sur un autre panneau de bois (disparu après 1960) : « Cafés ».

## Historique de l'enseigne
Le magasin au « Nègre Joyeux » spécialisé dans la vente de cafés, chocolats et confiseries, rue Mouffetard, est fondé en 1812 mais ne dispose pas encore d'enseigne ornant la façade. C'est en août 1897, lorsque l'épicier Gaston Lenglet (qui travaillait jusqu'alors au faubourg Saint-Antoine) rachète le fonds de commerce, qu'autorisation lui est donnée d'accrocher une enseigne et des panneaux sur la façade de l'immeuble. Le tableau servant d'enseigne est peint la même année. À une date inconnue, il est légèrement rogné dans ses parties supérieures et inférieures. L'enseigne, qui appartenait au syndicat de l'immeuble sur lequel elle était accrochée, est donnée à la Ville de Paris en 1988, en échange d'une restauration, qui a eu lieu en 2002. En 2012, l'édifice est occupé par une supérette.

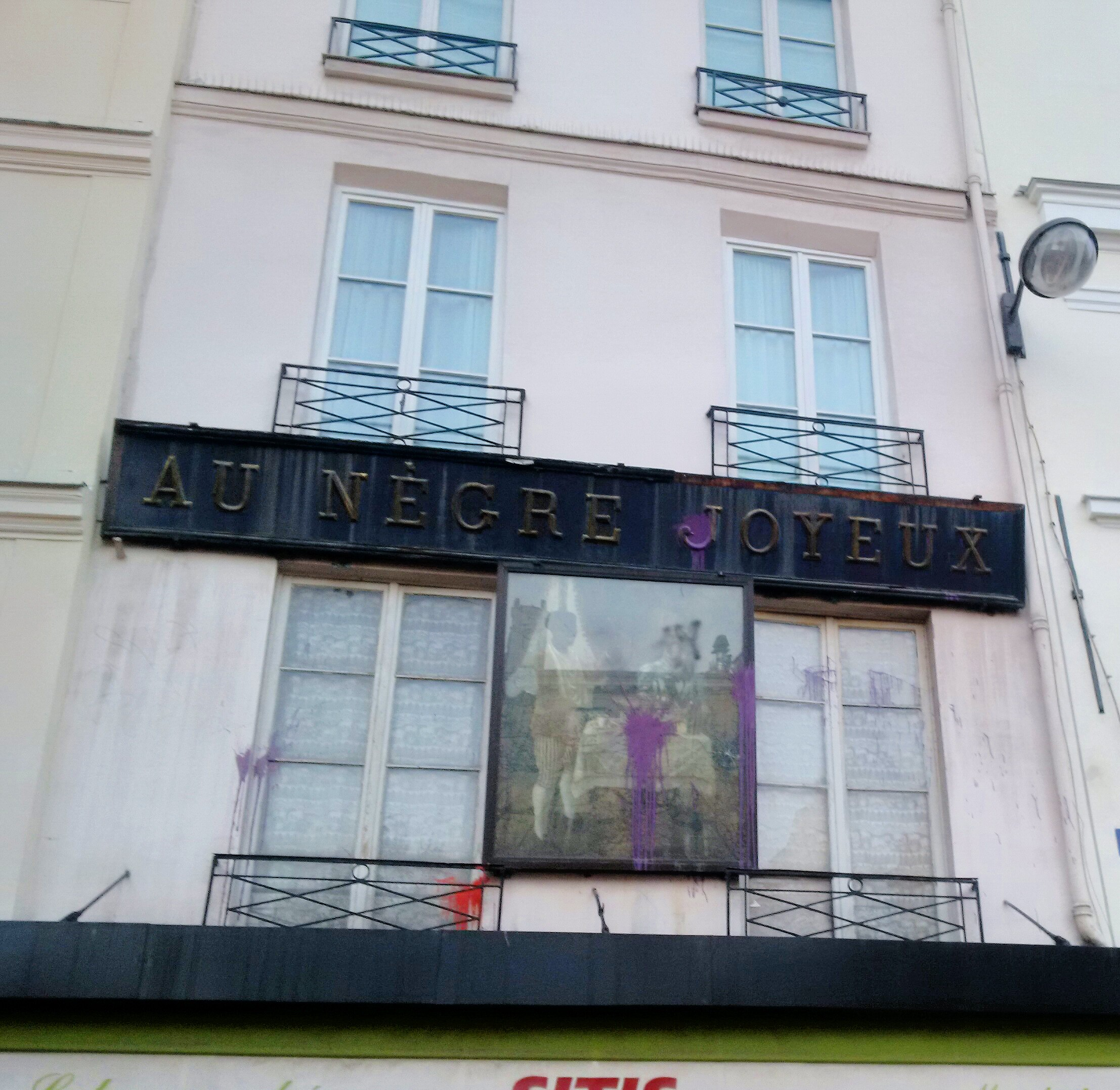
Enseigne Au Nègre joyeux vandalisée à la peinture, Paris (2016).

L'enseigne a d'abord été protégée par une feuille de plexiglas et a subi des jets de pierre et de peinture. Indépendamment, son retrait a été demandé par des associations, lesquelles ont interpellé en 2011 sur ce sujet Frédéric Mitterrand, alors ministre de la Culture.
L'enseigne est parfois décrite comme protégée au titre des monuments historiques. Toutefois, elle est absente de la base Mérimée. Elle a en revanche fait l'objet, en 1986 par le Centre de recherches sur les monuments historiques, d'une prise de vue conservée à la Médiathèque du patrimoine et de la photographie.
À la demande du groupe communiste au Conseil de Paris, le 26 septembre 2017, il est initialement décidé de décrocher l'enseigne. Après restauration, elle devait être conservée au musée Carnavalet, consacré à l'histoire de Paris. Finalement, à la suite de nombreuses protestations, l'œuvre est bien décrochée le 26 mars 2018 mais une nouvelle décision de l'Hôtel de ville indique qu'elle serait remise en place au même endroit en mai après sa restauration. Un texte explicatif devait être également apposé à côté de l'enseigne, projet qui demeure sans suites.
Après restauration, le tableau n'est finalement pas remis en place. En effet, la mairie de Paris indique qu'elle « ne saurait remettre dans l'espace public cette enseigne publicitaire au titre choquant et indéniablement raciste, tout comme son iconographie qui témoigne de clichés et de stéréotypes racistes ». L'enseigne est alors conservée et exposée dans le parcours permanent du musée Carnavalet depuis sa réouverture au printemps 2021 (après cinq ans de travaux), accrochée dans l'une des deux salles « des enseignes », accompagnée d'un cartel explicatif rédigé par un comité scientifique constitué en 2018.